# Golf van Honduras

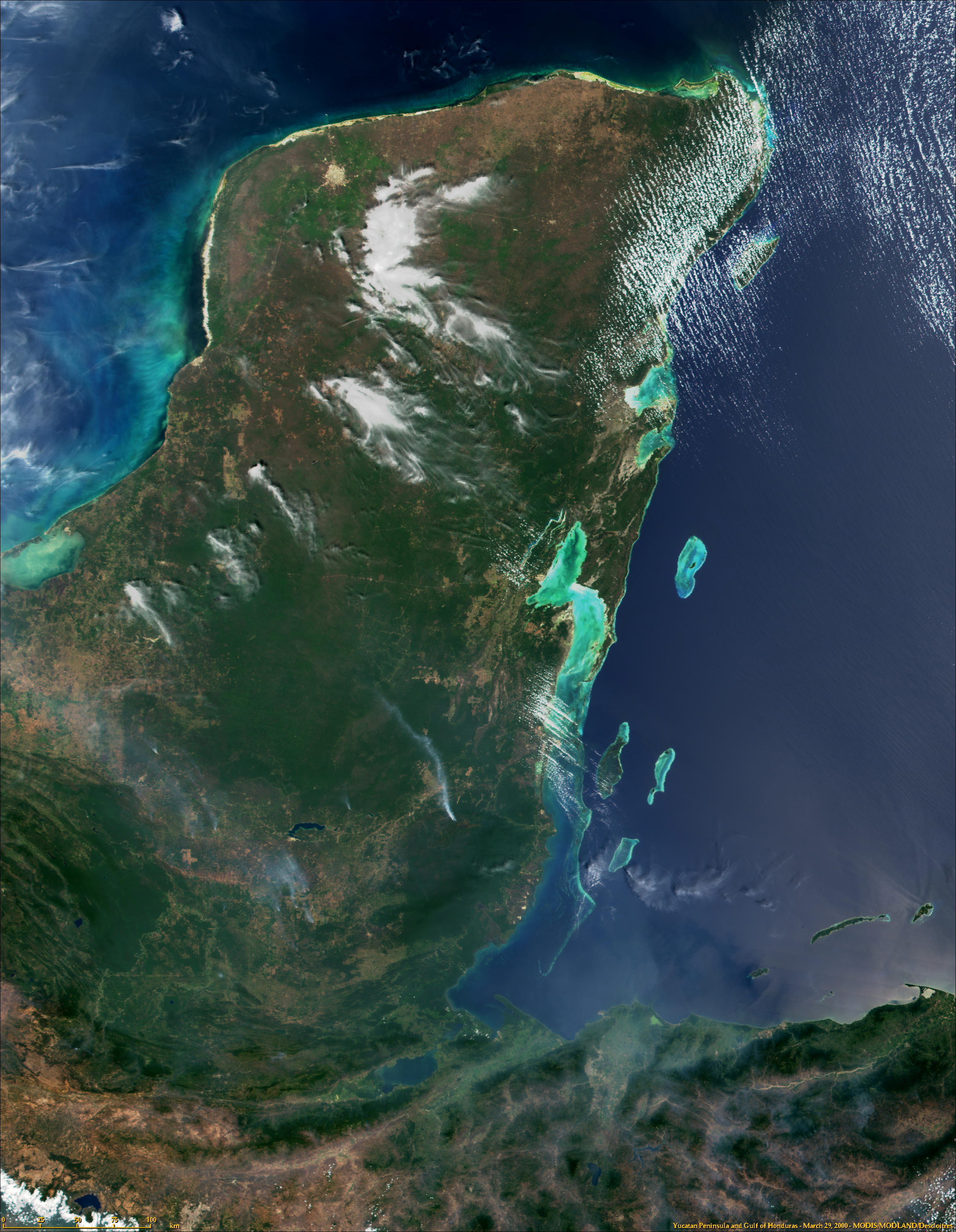
Golf van Honduras (rechts)

De Golf van Honduras of Baai van Honduras is een deel van de Caraïbische Zee.
De Golf van Honduras ligt in het westen van de Caraïbische Zee, aan de kusten van Belize, Guatemala en Honduras. De belangrijkste rivieren die op de Golf afwateren zijn de Ulúa en de Motagua. Er bevinden zich verschillende eilandjes en eilandgroepen in de Golf van Honduras, waarvan de Baai-eilanden het bekendst zijn.